# Уряд громадян світу
Уряд громадян світу (англ. World Service Authority, використовується також скорочення WSA) — формально некомерційна організація, що здійснює підтримку ідей «громадянства світу» та «світового уряду». Головний вид діяльності - продаж паспортів громадянина світу, які в більшості країн визнаються лише сувеніром.
Штаб-квартира розташована у Вашингтоні (округ Колумбія, США). Раніше WSA мав офіси у Нью-Йорку, Лондоні, Токіо та Базелі.

## Назва
Коректний дослівний переклад назви організації з англійської -  «Всесвітня служба обслуговування», є малозрозумілим за змістом і таким, що містить тавтологію. Завдяки адресі офіційного сайту (worldcitizengov.org), дослівний переклад скорочення якого - «уряд громадян світу», за організацією у перекладних джерелах закріпилася саме така назва. Хоча назва з претензією на «Світовий уряд» явно не відповідає дійсності, адже діяльність організації відрізняється від магазинів продажу сувенірної продукції лише попередньою перевіркою особи покупця через Інтерпол.

## Історія і діяльність
WSA заснована 4 вересня 1953 року колишнім бродвейським актором і екс-пілотом ВПС США, Гаррі Девісом, після того, як він в 1948 році відмовився від американського громадянства і назвав себе «громадянином світу».
Перший офіс WSA був відкритий у 1954 році в Нью-Йорку.
З часу створення WSA зареєструвала вже понад 750 000 осіб з різних частин світу.
Основна діяльність організації - видача (продаж) паспортів громадянина світу, свідоцтв про народження та інших документів, які здебільшого являють собою варіацію сувенірної продукції.
Станом на липень 2013 року паспорт громадянина світу визнають документом, що посвідчує особу лише в чотирьох країнах: 
- Мавританія
- Танзанія
- Того
- Еквадор[4].

## Адреса
Сполучені Штати Америки, округ Колумбія, Вашингтон, Томасове кільце, 5. Будівля міської Національної християнської церкви.
Індекс - 20005
Адреса англійською - 5 Thomas Circle, NW Washington, D.C. 20005 (National City Christian Church building)
Електронна адреса (офіційний сайт) - http://www.worldgovernment.org/ [Архівовано 24 лютого 2018 у Wayback Machine.]